# Villaseco de los Reyes
Villaseco de los Reyes es un municipio y localidad española de la provincia de Salamanca, en la comunidad autónoma de Castilla y León. Se integra dentro de la comarca de la Tierra de Ledesma. Pertenece al partido judicial de Salamanca.
Su término municipal está formado por las localidades de Berganciano, El Campo de Ledesma, Gejo de los Reyes, Moscosa y Gusende y Villaseco de los Reyes, ocupa una superficie total de 136,05 km² y según los datos demográficos recogidos en el padrón municipal elaborado por el INE en el año 2017, cuenta con una población de 340 habitantes.

## Etimología
- Villaseco de los Reyes. Fue denominado originalmente Villarseco de Yuso.[4] En este sentido, el término masculino "villar", sería sinónimo de "pueblo" en lengua leonesa. Posteriormente dicho Villarseco de Yuso derivó a Villaseco de los Reyes, denominación que tomó por la ermita de Nuestra Señora de los Reyes existente en la localidad.

- Berganciano. Fue denominado originalmente Bregançiano,[4] siendo una referencia directa a su repoblación por parte de los reyes de León, que la efectuaron con pobladores procedentes de Braganza (denominada "Bregancia" en leonés).

- El Campo de Ledesma. En origen El Campo,[4] posteriormente pasó a denominarse El Campo de Ledesma por su dependencia administrativa de Ledesma y para no confundirlo así con El Campo de Peñaranda.

- Gejo de los Reyes. En el siglo XIII se llamaba Seyxu,[4] topónimo propio de la lengua leonesa, derivando a Xexo, nombre con el que está documentada esta localidad en el siglo XVI,[5] pasando posteriormente a denominarse Gejo.

## Historia
La fundación de Villaseco se remonta a la Edad Media, obedeciendo a las repoblaciones efectuadas por los reyes leoneses en la Alta Edad Media, y quedando encuadrada la localidad en la jurisdicción de Ledesma desde la creación de su alfoz por parte de Fernando II de León en el siglo XII, así como en su arcedianato.
Manuel Gómez-Moreno afirmó que la ermita de Nuestra Señora de los Reyes de Villaseco de los Reyes tal vez fue edificada a finales del siglo XIII por deseo del infante Don Sancho Pérez, que fue señor de Ledesma y de otras muchas villas y era hijo del infante Don Pedro y nieto del rey Alfonso X el Sabio.
 

Con la creación de las actuales provincias en 1833, Villaseco de los Reyes quedó integrado en la provincia de Salamanca, dentro de la Región Leonesa.  En el diccionario Diccionario Geográfico-Estadístico de España y Portugal de Sebastián Miñano y Bedoya (1779-1845) señala:
"Esp. prov. y obisp. de Salamanca.  Campo AP. 57 vecinos 202 habitantes, 1 parroquia, 1ermita, 1 pósito. Pertenece al condado de Ledesma. Véase. Situado sobre lastras y rodeado de monte de pastos, leña, bellota, frutos cereales y lo mismo producen los términos Villasequito de abajo y de arriba y de los Dieces, enclavados en él, los cuales hallan situados al N de este pueblo térm son despoblados y se denominan el país los Cuartos de Villasequito de arriba y de abajo Dista 9 leguas de la capital  y 3  N.O. de Ledesma; al S.E. de Monleras y al N.O. del Gejo de los Reyes"
Entre 1965 y 1970 se construyó cerca del pueblo la presa de Almendra, que anegó las tierras más fértiles del norte del municipio.
Finalmente, en marzo de 1969, mediante el Decreto 667/1969, el hasta entonces municipio de Gejo de los Reyes quedó integrado en Villaseco de los Reyes, incorporándose asimismo El Campo de Ledesma en septiembre de 1971. Por su parte,
Berganciano se incorporó al municipio mucho antes, en torno a 1850.

## Geografía humana

### Demografía
Cuenta con una población de 298 habitantes (INE 2024).
| Gráfica de evolución demográfica de Villaseco de los Reyes entre 1842 y 2021 |
| |
| Población de derecho según los censos de población del INE Población de hecho según los censos de población del INEEntre el censo de 1857 y el anterior, crece el término del municipio porque incorpora a 375007 (Berganciano) Entre el censo de 1970 y el anterior, crece el término del municipio porque incorpora a 37503 (El Gejo de los Reyes) |

### Núcleos de población
El municipio se divide en varios núcleos de población, que poseían la siguiente población en 2016 según el INE.
| Núcleo de población    | Población |
| ---------------------- | --------- |
| Villaseco de los Reyes | 220       |
| El Campo de Ledesma    | 57        |
| Gejo de los Reyes      | 51        |
| Berganciano            | 22        |

## Monumentos y lugares de interés
- Iglesia de Nuestra Señora de la Inmaculada Concepción, en Villaseco de los Reyes.
- Ermita de Nuestra Señora de los Reyes, en Villaseco de los Reyes.
- Iglesia de San Miguel Arcángel, en Berganciano.
- Iglesia de Nuestra Señora del Rosario, en El Campo de Ledesma.
- Iglesia parroquial de Gejo de los Reyes, en la pedanía homónima.

## Administración y política
| Partido político                         | 2023  | 2023  | 2023       | 2019  | 2019  | 2019       | 2015  | 2015  | 2015       | 2011  | 2011  | 2011       | 2007  | 2007  | 2007       | 2003  | 2003  | 2003       |
| Partido político                         | %     | Votos | Concejales | %     | Votos | Concejales | %     | Votos | Concejales | %     | Votos | Concejales | %     | Votos | Concejales | %     | Votos | Concejales |
| España Vaciada                           | 46,15 | 126   | 3          | —     | —     | —          | —     | —     | —          | —     | —     | —          | —     | —     | —          | —     | —     | —          |
| Partido Popular (PP)                     | 38,46 | 105   | 3          | 72,10 | 168   | 5          | 76,52 | 176   | 6          | 72,38 | 207   | 5          | 65,31 | 192   | 5          | 73,31 | 228   | 6          |
| Salamanca Importa (Salamanca Sí)         | 13,18 | 36    | 1          | —     | —     | —          | —     | —     | —          | —     | —     | —          | —     | —     | —          | —     | —     | —          |
| Partido Socialista Obrero Español (PSOE) | 1,83  | 5     | 0          | 27,04 | 63    | 2          | 19,13 | 44    | 1          | 26,22 | 75    | 2          | 30,95 | 91    | 2          | 24,12 | 75    | 1          |